# Chinoperla borneensis
Chinoperla borneensis és una espècie d'insecte plecòpter pertanyent a la família dels pèrlids.
Es troba a Malèsia: l'illa de Borneo (Indonèsia).